# Olaf Zenker
Olaf Zenker (* 1973 in Sasolburg, Südafrika) ist ein deutscher Ethnologe. Er ist Lehrstuhlinhaber für Ethnologie an der Martin-Luther Universität Halle-Wittenberg.

## Leben
Er erwarb 1999 den Master of Science in Social Anthropology an der London School of Economics and Political Science mit einer Arbeit zum Thema "Bewitchedful thinking: witchcraft and political instrumentalism in the Northern Province of South Africa". 2002 erlangte er seinen Magister in Germanistik und Ethnologie an der Universität Hamburg mit der Magisterarbeit zum Thema "Techniken zur kommunikativen Herstellung von Gruppenzugehörigkeit: Eine Gesprächsanalyse über Imagearbeit bei Obdachlosen". Er promovierte 2008 unter Betreuung von Günther Schlee und Richard Rottenburg am Max-Planck-Institut für ethnologische Forschung und der Martin-Luther Universität Halle-Wittenberg (Dissertationsthema: Irish/ness is all around us: the Irish language and Irish identity in Catholic West Belfast). Anschließend war er als Postdoc in der Research Fellow Group "Law, Organisation, Science and Technology (LOST)" am Max-Planck-Institut für ethnologische Forschung tätig. Im Jahr 2009 wechselte er als wissenschaftlicher Assistent an das Institut für Sozialanthropologie der Universität Bern (Schweiz), wo er auch ein Ambizione Research Fellowship des Schweizerischen Nationalfonds innehatte und sich 2015 habilitierte (Mentorin: Julia Eckert). Nach der Habilitation lehrte er von 2015 bis 2017 als Juniorprofessor am Institut für Sozial- und Kulturanthropologie an der Freien Universität Berlin und von 2017 bis 2019 als ordentlicher Professor für Sozialanthropologie am Departement für Sozialwissenschaften der Universität Fribourg (Schweiz), bevor er 2019 als Universitätsprofessor (W3) an die Martin-Luther-Universität Halle-Wittenberg berufen wurde. Zudem war er Gastwissenschaftler und Visiting Fellow an zahlreichen Forschungseinrichtungen – unter anderem an der Witwatersrand-Universität (Südafrika), der University of Cambridge (Vereinigtes Königreich), Harvard University (Vereinigte Staaten) und dem Stellenbosch Institute for Advanced Study (STIAS) (Südafrika).
Er war von 2015 bis 2017 Vorstandsmitglied der Deutschen Gesellschaft für Sozial- und Kulturanthropologie (DGSKA) und ist seit 2017 Kommissionsmitglied des Schweizerischen Nationalfonds für die Ambizione Evaluationskommission Geistes- und Sozialwissenschaften. Er ist Redaktionsmitglied des Journal of Southern African Studies (seit 2018), des Political and Legal Anthropology Review (seit 2019) und der Zeitschrift für Ethnologie  | Journal of Social and Cultural Anthropology (seit 2019). Er ist Vertrauensdozent der Studienstiftung des deutschen Volkes.
Seine Forschungsschwerpunkte liegen in der Politik- und Rechtsethnologie –  insbesondere Rechtsstaatlichkeit, Bürokratie, Rechtspluralismus, Neotraditionalismus, Modernität, Ungleichheit, Gerechtigkeit und Identitäts- und Konfliktforschung –, in der linguistischen Anthropologie sowie in der philosophischen Anthropologie und Sozial- und Kulturtheorie.

## Schriften (Auswahl)
- Ethnizität und politischer Aktivismus. Eine Fallstudie über drei jugendliche Aussiedler in Hamburg. München 2001, ISBN 978-3-640-12324-7.
- Techniken zur kommunikativen Herstellung von Gruppenzugehörigkeit. Eine Gesprächsanalyse über Imagearbeit bei Obdachlosen. Berlin 2004, ISBN 3-89825-906-4.
- als Herausgeber mit Karsten Kumoll: Beyond Writing Culture: Current Intersections of Epistemologies and Representational Practices. New York/Oxford 2010, ISBN 978-1-84545-675-7.
- Irish/Ness is All around Us: Language Revivalism and the Culture of Ethnic Identity in Northern Ireland. Oxford 2013, ISBN 978-0-85745-913-8.
- mit Gerhard Anders: Transition and Justice. Negotiating the Terms of New Beginnings in Africa. New York 2014, ISBN 1-118-94476-3.
- als Herausgeber mit Gerhard Anders: Transition and Justice: Negotiating the Terms of New Beginnings in Africa. Malden 2015, ISBN 978-1-118-94477-6.
- als Herausgeber mit Steffen Jensen: Homelands as Frontiers: Apartheid's Loose Ends. In: Journal of Southern African Studies 41:5. 2015. doi:10.1080/03057070.2015.1068089.
- als Herausgeber mit Jonas Bens: Gerechtigkeitsgefühle. Zur affektiven und emotionalen Legitimität von Normen. Bielefeld 2017, ISBN 978-3-8376-3693-2.
- als Herausgeber mit Steffen Jensen: Homelands as Frontiers: Apartheid‘s Loose Ends. Abingdon 2017, ISBN 978-1-138-66785-3.
- als Herausgeber mit Markus Virgil Hoehne: The State and the Paradox of Customary Law in Africa. London 2018, ISBN 978-1-4094-6863-9.
- als Herausgeber mit Marie-Claire Foblets, Mark Goodale und Maria Sapignoli: The Oxford Handbook of Law and Anthropology. Oxford University Press, 2022. ISBN 978-0-19-884053-4.